# Chorgestühl der Kirche St. Wolfgang
Das Chorgestühl der Kirche St. Wolfgang ist das einzige in der Deutschschweiz, das eine Bekrönung mit reichen, durchbrochenen Ornamenten besitzt. Das Original wurde 1486 angefertigt und befindet sich seit 1905 im Landesmuseum in Zürich. Dort ist es in der unteren Kapelle dauerhaft aufgestellt. In der Kirche St. Wolfgang befindet sich seit 1946 zudem eine originalgetreue Kopie. Das Chorgestühl besteht aus zwei Teilen, der südlichen und nördlichen Reihe. Die nördliche Reihe wurde bei einem Feuer beschädigt, ist deshalb gekürzt worden und hat auch keine Kniebank mehr. Das Werk wird dem Bildhauer Ulrich Rosenstein aus Lachen zugeschrieben, dies ist jedoch nicht schriftlich nachgewiesen und dementsprechend könnte es auch von einem anderen Mitmeister aus derselben Werkstatt angefertigt worden sein.

## Geschichte
Da das Chorgestühl von der Stadt Zug angeschafft wurde, erstaunt es nicht, dass es in der Anlage und Detailbehandlung mit dem der St. Oswaldkirche in Zug übereinstimmt, das 1484 hergestellt wurde. Wegen seiner Darstellung geht es vermutlich auf einen Stich des Meister ES  zurück, da die Stadt Zug 1477 den Kirchensatz mit Pfründen und Besetzungsrecht vom Grossmünsterstift von Zürich erworben hatte. Die Aufrichte des Chorgestühls ist für 1486 nachgewiesen, dieses Datum zeigt auch die eingeschnitzte Jahreszahl. Zu einem nicht näher bekannten Zeitpunkt wurde das nördliche Gestühl durch ein Feuer beschädigt und auf drei Sitze gekürzt, vermutlich besass es davor auch eine Kniebank. Bei dem südlichen Gestühl wurden im 19. Jahrhundert mehrere Armlehnen abgesägt, zudem 1867 schlecht renoviert. Im Jahr 1904 erfolgte der Ankauf durch die schweizerische Gottfried Keller-Stiftung. Danach wurde 1905 eine Renovation durch Jos. Regl durchgeführt und seitdem im Landesmuseum in Zürich ausgestellt. Anlässlich der Gesamtrenovierung der Kirche wurde zwischen 1946 und 1948 eine originalgetreue Kopie angefertigt, die in der Kirche St. Wolfgang an den ursprünglichen Platz gestellt wurde. Das grössere (rechte) Chorgestühl befindet sich an der südlichen, das kleinere (linke) an der nördlichen Chorwand.

## Beschreibung

### Grosses Chorgestühl (Südliches Gestühl)
Das grosse Chorgestühl bietet sieben Sitzplätze, sechs davon befinden sich an der Chorseitenwand. Der siebte Sitz ist abgewinkelt und befindet sich mit dem Rücken an der Chorbogenwand. Das Chorgestühl besitzt vor den sechs Längessitzen eine Kniebank.
Die Rückwand des grösseren Chorgestühls ist mit reich profilierten Leisten in Felder aufgeteilt. Am Feld, das sich an der Chorbogenwand, der Stirnwand, befindet, findet sich ein Spruchband mit der Inschrift „HELGER HER WOLFGANG PJET FÜR WONS ARMEN SÜENDER“. Als oberen Abschluss besitzen diese Felder ein Masswerk aus Flachschnitzereien, die keinen  naturalistischen Einschlag haben. Darüber befindet sich der vorspringende Baldachin, der an seiner Unterseite durchbrochen geschnitztes, herabhängendes auseinandergezogenes Rankenwerk besitzt. Der Fries besitzt durchbrochenes Rankenwerk, das in Passionsblumen endet. In der Mitte des Frieses befindet sich ein Engel mit aufgespannten Flügeln, der den Zugerschild hält. Das Rankenwerk beidseitig des Wappens zeigt teilweise Astwerk. In ihm findet sich auf der dem Schiff zugewandten Seite ein zähnefletschender, hundeartiger Dämon, während sich in der dem Osten zugewandten Seite eine Eule befindet. Zuoberst befinden sich offene Ranken. Der Baldachin wird gegen Osten von einer schlanken Säule getragen. Zum Schiff hin befindet sich prunkvoll durchbrochene Gliederung. Das unterste Feld ist mit einer saftvollen, gedrungenen Ranke gefüllt und besitzt aussen eine profilierte Halbsäule. Darüber findet sich das Spruchband mit der Jahreszahl 1486. Das folgende Hauptfeld ist durchbrochen und besitzt aussen eine reichgewundene Säule. In der dadurch entstehenden Arkade befindet sich eine kraftvoll drapierte Statue des heiligen St. Wolfgang. Darüber befindet sich eine Rundbogenarkade, deren Inhalt nicht mehr genau nachvollzogen werden kann. Schon bei der Übernahme durch das Landesmuseum war diese leer, heute befindet sich in ihr eine Halbfigur des Evangelisten Johannes mit leerem Spruchband. Zuoberst, über der Arkade, befindet sich eine schmale Bandrolle mit der Inschrift „S • JOHANNES • EWANGELIST“ sowie eine Kralle des heute abgebrochenen Adlers. Die verzierten Sitze sind als Klappsitze ausgeführt, die Miserikordien besitzen. Die Kniebank ist architektonisch einfach gebildet und besitzt als Schmuck nur zwei Fabeltiere auf dem Rücken des Abschlusses. Die Aussenseiten der beiden Abschlüsse tragen Rankenwerk.

### Kleines Chorgestühl (Nördliches Gestühl)
Das kleine Chorgestühl besteht aus einer Reihe von drei Sitzen, die sich an der Chorseitenwand befinden, eine Kniebank ist nicht vorhanden. Weiter hinten im Chor hinter dem Chorgestühl befindet sich das Sakramentshäuschen der Kirche.
Im Baldachin halten zwei kniende wilde Männer, einer nackt und haarig dargestellt, der andere als wilder, bärtiger Gesell mit Helm und Schuppenpanzer, den Zugerschild. Er besitzt zudem eine durchbrochene Bekrönung mit Rankenwerk. Die beiden Seitenwangen besitzen aussen profiliert geschnitztes Rankenwerk, jedoch ohne Figuren. Die beiden Sitzgriffe, die die Sitzplätze unterteilen, besitzen einen geschnitzten lächelnden Mannskopf und eine doggenartige Fratze.

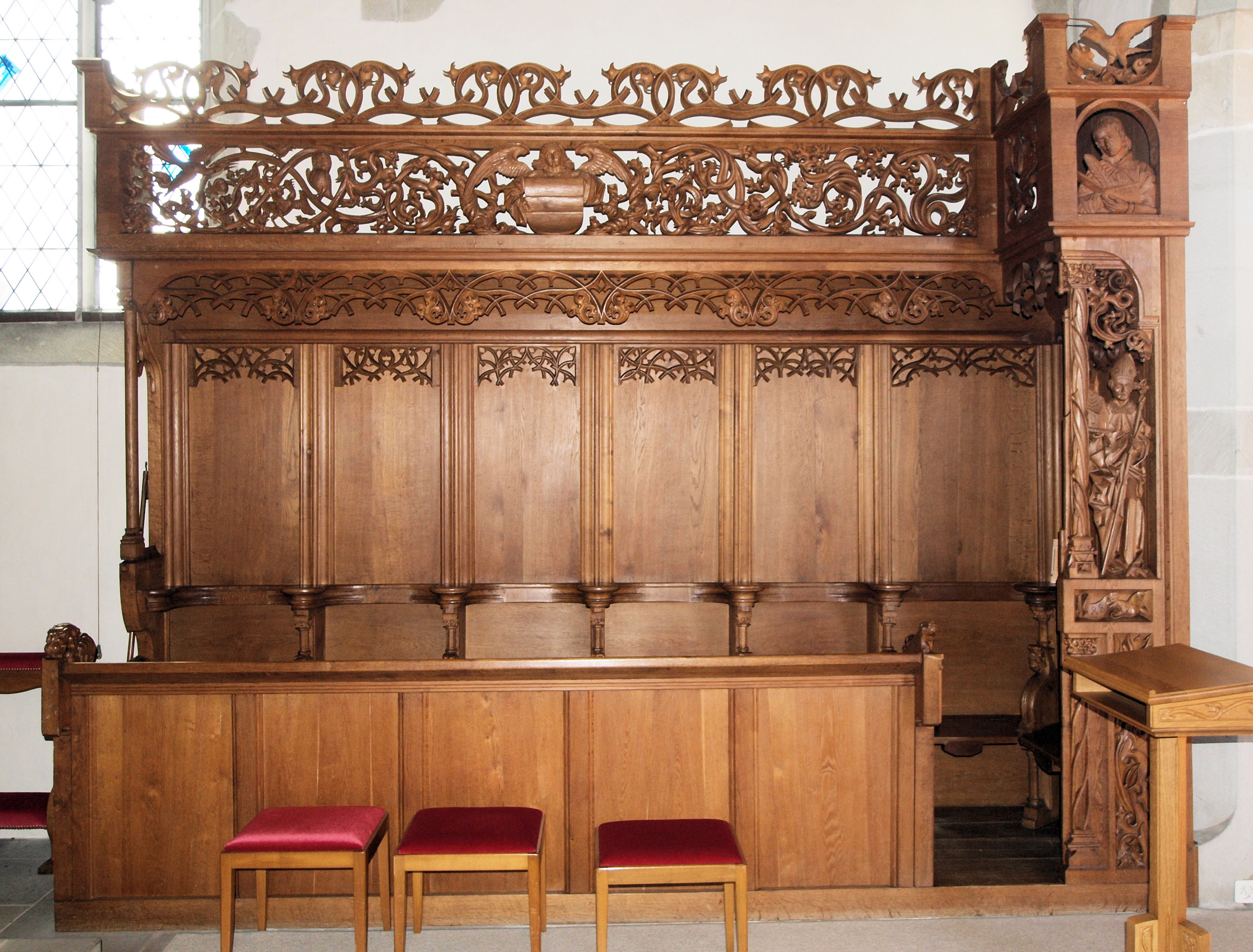
Südliche Reihe des Chorgestühls (Kopie)
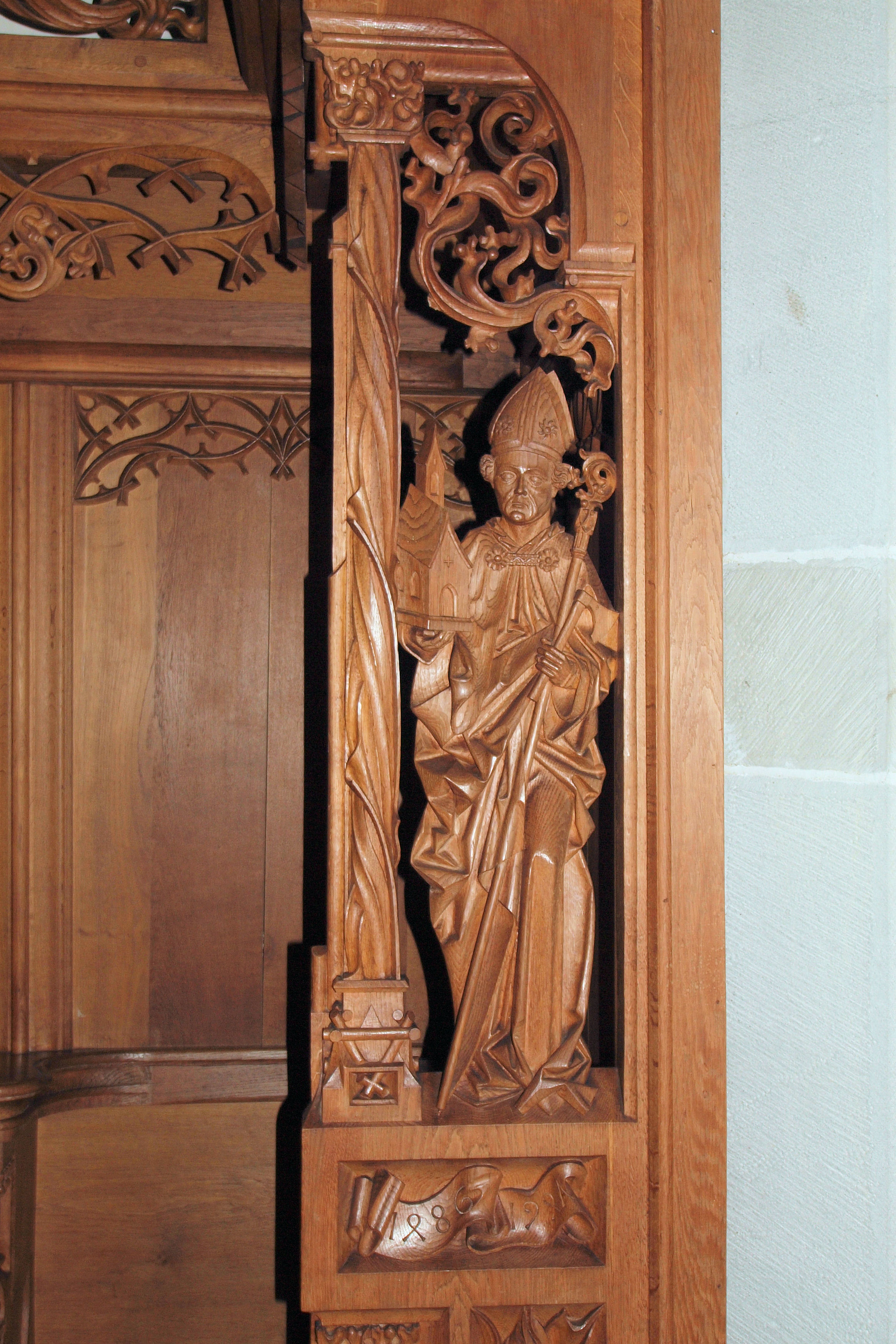
Die Statue im südlichen Chorgestühl (Kopie)
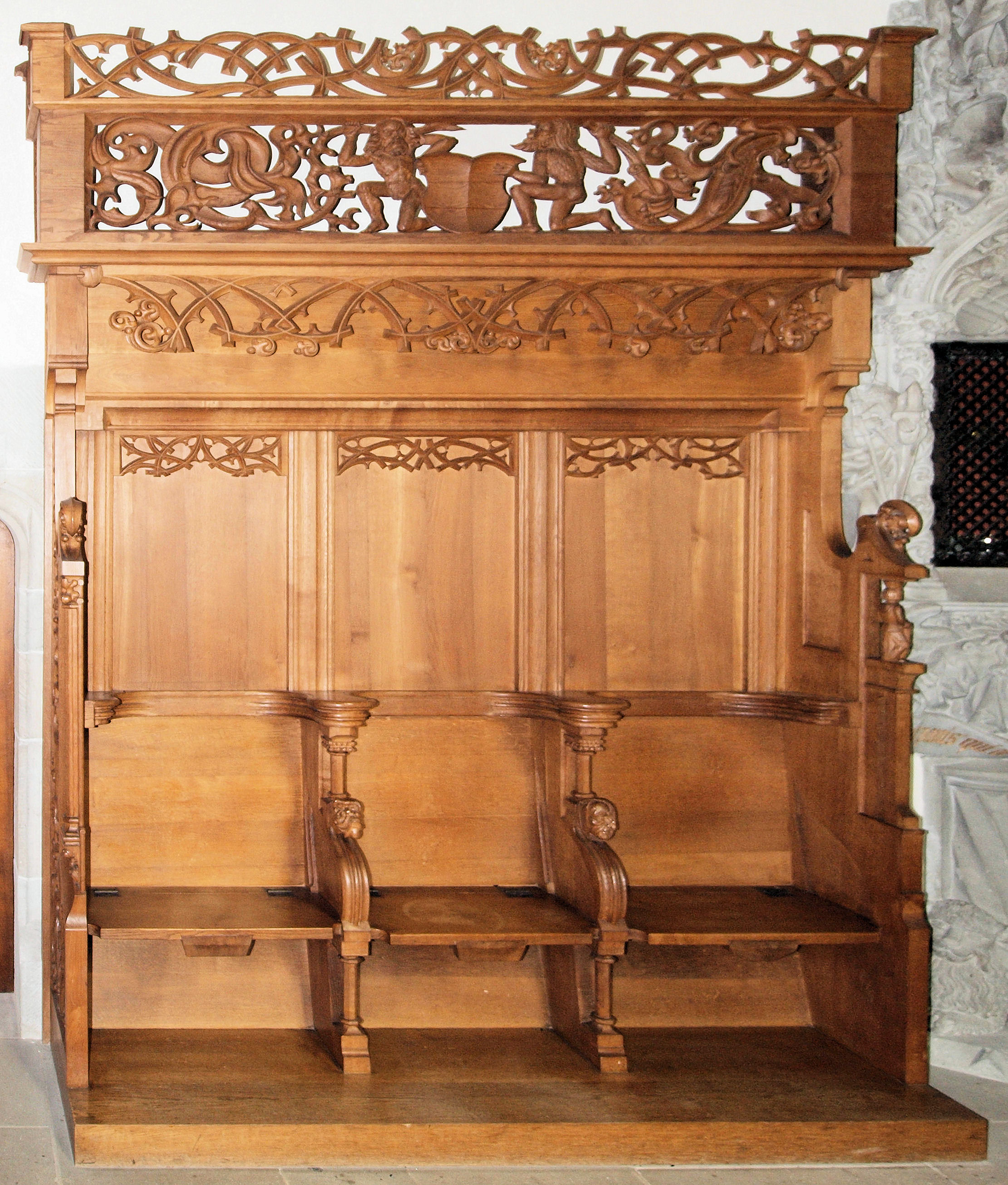
Die nördliche Reihe des Chorgestühls (Kopie)